# Hongqiao Yihao Hangzhan Lou
Hongqiao Yihao Hangzhan Lou (chiń. 虹桥1号航站楼站) – stacja początkowa metra w Szanghaju, na linii 10. Zlokalizowana jest pomiędzy stacjami Shanghai Dongwuyuan i Hongqiao Erhao Hangzhan Lou. Została otwarta 30 listopada 2010.